# Gallion
Pour les articles homonymes, voir Gallion (homonymie).
Lucius Iunius Gallio Annaeanus (appelé couramment Gallion) est un homme politique du Ier siècle de l'Empire romain. Il était le frère aîné de Sénèque le Jeune, qui lui a dédié plusieurs œuvres. Il fut proconsul d'Achaïe vers 52 ; les Actes des Apôtres mentionnent que saint Paul fut amené devant son tribunal.

## Biographie

### Famille
À la naissance, il s'appelle Marcus Annaeus Novatus. Il est le fils aîné de Sénèque le rhéteur (Lucius ou Marcus Annaeus Seneca) et d'Helvia et le frère de Sénèque le Jeune et d'Annaeus Mela, père de Lucain. À une date inconnue, il est adopté par le rhéteur Iunius Gallio, un ami de son père. Selon l'habitude romaine, il en prend le nom.
Il est né à Cordoue, en Bétique, dans le Sud de l'Espagne, à la fin du Ier siècle av. J.-C., un peu avant la naissance de son frère Sénèque, qu'on situe en général entre 4 av. J.-C. et 1 ap. J.-C.
Sénèque lui a dédié le De ira (probablement vers 41), le De uita beata (vers 58) et le De remediis fortuitorum. Dans le De ira, il l'appelle Novatus et dans le De uita beata Gallio ; on peut donc penser que son adoption se situe entre 41 et 58, alors qu'il avait plus de 40 ans, mais les adoptions d'adultes étaient courantes à Rome pour assurer la continuité du culte familial. Sénèque parle avec affection et respect de son frère aîné et mentionne la douceur de son caractère ; il semble qu'une grande proximité ait existé entre eux.

### Carrière
Alors que son père appartenait à l'ordre équestre, Gallion s'engagea comme Sénèque dans un cursus sénatorial ; on ne connaît pas le détail de son parcours, mais on sait qu'il fut proconsul de la province d'Achaïe, dont la capitale était Corinthe, vers 52. Il dut rentrer à Rome avant le terme de sa charge pour des raisons de santé.

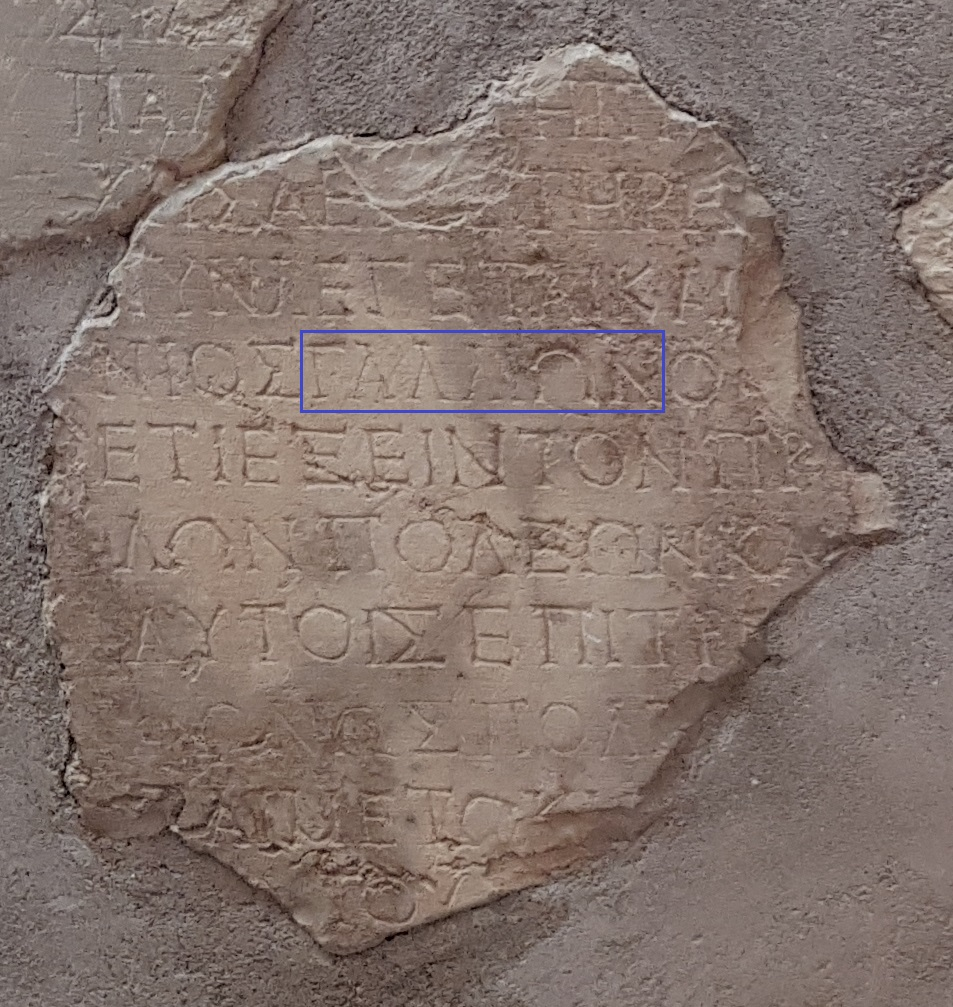
Musée de Delphes - Fragment d'inscription portant le nom de Gallion (ΓΑΛΛίΩΝ)

Le proconsulat de Gallion en Achaïe vers 52 est attesté par une inscription trouvée à Delphes lors des fouilles de l'École française d'Athènes au début du XXe siècle. Cette inscription, conservée de manière incomplète en neuf fragments, porte un texte émanant de l'empereur Claude et mentionnant le proconsul Gallion. La titulature de l'empereur permet de dater l'inscription assez précisément : elle fait référence à la douzième année de sa puissance tribunicienne, qui commença le 24 janvier 52, et à sa vingt-sixième acclamation impératorienne ; or, on sait par la dédicace de l'aqua Claudia que, le 1er août 52, Claude en était déjà à sa vingt-septième acclamation. Le texte envoyé par la chancellerie impériale aux Delphiens a donc été rédigé entre le 24 janvier et le 31 juillet de l'année 52. Les proconsuls prenaient leur fonction au début de l'été. Il est donc très probable que Gallion soit entré en charge à l'été 51 (et qu'il ait, selon le témoignage de Sénèque, quitté Corinthe avant la fin du printemps 52) ; mais une datation en 50-51 n'est pas impossible.

## Gallion et saint Paul
L'épisode le plus connu et le plus commenté de la vie de Gallion est sa rencontre avec saint Paul rapportée dans les Actes des Apôtres. Alors que Gallion était gouverneur d'Achaïe, probablement à l'été 51, Paul, qui séjournait depuis quelque temps à Corinthe, fut cité devant son tribunal par les juifs de la cité et Sosthène, chef de la synagogue de Corinthe, épisode de la rivalité entre les juifs et les chrétiens à cette époque. Gallion refusa de prendre en compte les accusations portées contre Paul.
Cet épisode a retenu l'attention de nombreux historiens des origines du christianisme car, grâce à l'inscription de Delphes, il donne un repère assez précis pour l'établissement de la chronologie des voyages de saint Paul.
Anatole France, dans Sur la pierre blanche, dialogue philosophique, met longuement en scène Gallion (« II.– Gallion », pp. 29-135) ; c'est l'occasion d'une réflexion sur l'attitude des Romains à l'égard des juifs.